# Ferdinando Longinotti
Ferdinando Longinotti (Tornolo, 5 dicembre 1886 – Gravedona, 9 novembre 1977) è stato un vescovo cattolico italiano.

## Biografia
Nacque a Santa Maria del Taro, frazione di Tornolo, in provincia di Parma e diocesi di Piacenza, il 5 dicembre 1886 da Modesto e Carolina Squeri.

### Formazione e ministero sacerdotale
Frequentò dapprima il seminario vescovile di Bedonia e poi il Collegio Alberoni a Piacenza.
Il 6 agosto 1911 fu ordinato presbitero. Celebrò la prima Messa a Carzeto, frazione di Soragna, in provincia di Parma e diocesi di Fidenza, dove in gioventù aveva trascorso molto tempo presso i nonni paterni.
Dopo l'ordinazione ricoprì l'incarico di curato a Gropparello; in seguito partecipò alla prima guerra mondiale nel Corpo sanitario dell'Esercito Italiano. Rientrato in diocesi, fu direttore spirituale del seminario di Bedonia e, nel 1923, ottenne la laurea in teologia. Nel 1926 fu nominato arciprete di Castelnuovo Fogliani, dove si adoperò per la costruzione della nuova chiesa dedicata a san Biagio. Il 1º giugno 1933 fu insignito del titolo onorifico di cappellano segreto d'onore.

### Ministero episcopale
Il 22 ottobre 1934 papa Pio XI lo nominò vescovo di San Severino Marche e amministratore apostolico di Treia; succedette a Pietro Tagliapietra, precedentemente nominato arcivescovo di Spoleto. Il 30 novembre seguente ricevette l'ordinazione episcopale, nella chiesa di San Biagio a Castelnuovo Fogliani, dal cardinale Giovanni Battista Nasalli Rocca di Corneliano, arcivescovo metropolita di Bologna, co-consacranti Ersilio Menzani, vescovo di Piacenza, e Teodoro Pallaroni, vescovo di Sarsina. Nel gennaio 1935 prese possesso della diocesi.
Il 13 novembre 1954 papa Pio XII lo insignì del titolo di assistente al Soglio Pontificio.
Il 5 ottobre 1966 papa Paolo VI accolse la sua rinuncia, presentata per raggiunti limiti di età, al governo pastorale della diocesi e lo nominò vescovo titolare di Tubursico; gli succedettero Bruno Frattegiani, arcivescovo di Camerino, in qualità di amministratore apostolico di San Severino, e Silvio Cassulo, vescovo di Macerata e Tolentino, come amministratore apostolico di Treia.
Si ritirò a Barna, frazione di Plesio, in provincia e diocesi di Como, dove fondò la "Casa del Padre mio", un luogo dedicato all'assistenza spirituale dei sacerdoti in difficoltà, affidato all'Opera don Folci.
Il 6 gennaio 1976 rinunciò alla sede titolare e assunse il titolo di vescovo emerito di San Severino Marche.
Morì il 9 novembre 1977, all'età di 90 anni, a Gravedona. Dopo le esequie, celebrate il 12 novembre a Carzeto, fu sepolto nel cimitero locale.

## Genealogia episcopale
La genealogia episcopale è:
- Cardinale Scipione Rebiba
- Cardinale Giulio Antonio Santori
- Cardinale Girolamo Bernerio, O.P.
- Arcivescovo Galeazzo Sanvitale
- Cardinale Ludovico Ludovisi
- Cardinale Luigi Caetani
- Cardinale Ulderico Carpegna
- Cardinale Paluzzo Paluzzi Altieri degli Albertoni
- Papa Benedetto XIII
- Papa Benedetto XIV
- Cardinale Enrico Enriquez
- Arcivescovo Manuel Quintano Bonifaz
- Cardinale Buenaventura Córdoba Espinosa de la Cerda
- Cardinale Giuseppe Maria Doria Pamphilj
- Papa Pio VIII
- Papa Pio IX
- Cardinale Alessandro Franchi
- Cardinale Giovanni Simeoni
- Cardinale Vincenzo Vannutelli
- Cardinale Giovanni Battista Nasalli Rocca di Corneliano
- Vescovo Ferdinando Longinotti